# Wielka Wyspa Zajęcza
Wielka Wyspa Zajęcza – wyspa w europejskiej części Rosji, w obwodzie archangielskim, na Morzu Białym. Należy do archipelagu Wysp Sołowieckich. Jest to mała wyspa - jej powierzchnia to 1,25 km². Obok wyspy leży Mała Wyspa Zajęcza.